# Mac Pro

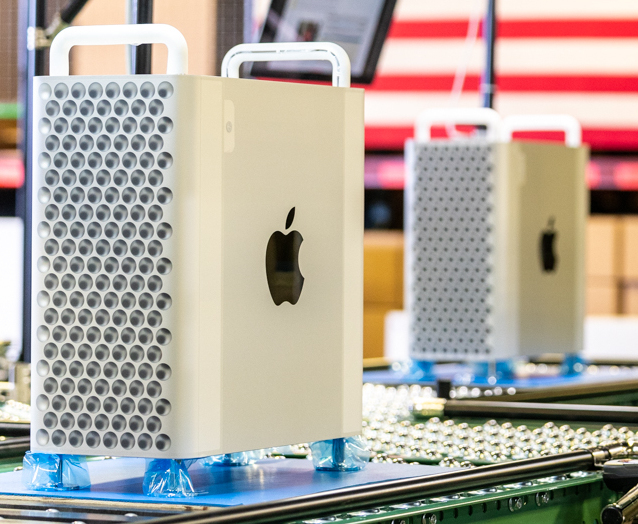
Il Mac Pro 2019 in linea di montaggio

Il Mac Pro è un computer desktop full tower prodotto da Apple Inc. dal 2006, sostituisce il Power Mac G5. Si basava sul processore Intel Xeon nelle sue diverse varianti. Con l'abbandono dei processori Intel è stata introdotta una nuova linea basata sui processori Apple Silicon.
Nella maggior parte delle configurazioni e in termini di velocità, prestazioni e versatilità, è il computer più potente di Apple, essendo destinato a una utenza professionale. La caratteristica principale del Mac Pro è il computer desktop che offre la maggiore espansibilità di Apple, a differenza degli altri modelli desktop all-in-one che non consentono di fatto interventi che vadano al di là dell'aumento della capacità della memoria RAM.

## Storia
Il primo Mac Pro funzionava attraverso due processori dual-core Woodcrest ed è stato presentato il 7 agosto 2006.
Il 4 aprile 2007 è stato presentato un modello che funziona tramite due processori quad-core (in totale 8 core) Clowertown, che è stato sostituito nel 2008 da un processore Harpertown.
Il 27 luglio è stato presentato un Mac Pro 2010 basato sull'architettura Nehalem, in configurazioni da 4, 8 e 12 core.
Durante il WWDC del 10 giugno 2013 è stato presentato un modello completamente ridisegnato di Mac Pro (una struttura cilindrica di un nero lucido) basato su processori Intel Xeon e due GPU AMD FirePro.

## Prima generazione
La prima generazione, introdotta nel 2006, sostituisce il Power Mac G5 dopo il passaggio di Apple ai processori Intel mantenendo lo stesso case tower rettangolare in alluminio anodizzato.

### Processori
Il Mac Pro è disponibile in configurazioni da uno o due processori che forniscono 6, 8 o 12 core. Come esempio la configurazione da otto core utilizza due processori quad-core da 3 GHz, mentre la configurazione da 6 core utilizza due processori da 3 core da 3,5 GHz e quella da 12-core utilizza due processori da 6 core ciascuno da 2,7 GHz.i
La cache L3 della versione 6-core è da 12 MB, per le versioni da 8-core 25 MB e per le versioni a 12-core sono di 30 MB.

### RAM
La RAM del modello originale era di tipo FB-DIMM DDR2 e aveva una frequenza di 667 MHz. Il modello del 2008 aveva una frequenza di 800 MHz. Il Mac Pro ha quattro slot per l'inserimento di banchi RAM.

### Connettività
Il Mac Pro ha due porte Gigabit Ethernet, due audio ottico, 3 Porte USB 2.0 sul retro e 2 Porte USB 2.0 sul frontale, 2 firewire 400 e 2 Firewire 800. Opzionalmente ci può aggiungere un modulo per il Wi-Fi AirPort Extreme 802.11n, mentre il Bluetooth integrato è di versione 2.0.

### Archiviazione
Il Mac Pro di prima generazione possiede 4 alloggiamenti per hard disk da 3,5 pollici con velocità di trasmissione a 3Gb/s. Opzionalmente si poteva configurare con una scheda RAID con 256 mb di cache e una batteria da 72 ore. Possiede sul davanti 2 lettori ottici DVD chiamati SuperDrive a 16x.

## Mac Pro Server
Il 5 novembre 2010 Apple ha presentato la versione Server del Mac Pro che sostituisce ufficialmente la famiglia Xserve. Il Mac Pro server è stato dismesso nel 2013 con l'introduzione della seconda generazione di Mac Pro.

## Seconda generazione
La seconda generazione, introdotta nel 2013, è caratterizzata da un case dal design cilindrico che occupa un volume pari a circa un ottavo della precedente generazione.

### Archiviazione
Il Mac Pro di seconda generazione utilizza esclusivamente unità di tipo Flash con configurazioni da 256 GB, 512 GB e 1 TB.

### Connettività
Il Mac Pro di seconda generazione ha quattro porte USB 3.2 Gen 1, sei Thunderbolt 2, due porte Gigabit Ethernet, due audio ottico e una HDMI 1.4 Ultra HD. Il Wi-Fi integrato è di tipo 802.11ac, mentre il Bluetooth integrato è di versione 4.0.

## Terza generazione
La terza generazione, introdotta nel 2019, ritorna ad avere un case tower (come visto nel Power Mac G5 fino alla prima generazione di Mac Pro) ma con buchi sul case molto più grandi per favorire un migliore circolo dell'aria. È stato poi messo in commercio anche un modello con case rack per permetterne l'installazione come server.
Contestualmente alla terza generazione del Mac Pro è stato introdotto l'Apple Pro Display XDR, un monitor 6K da 32 pollici.